# Minestrone alla milanese
Il minestrone alla milanese è una variante del minestrone cucinata nei territori della provincia di Milano.

## Descrizione

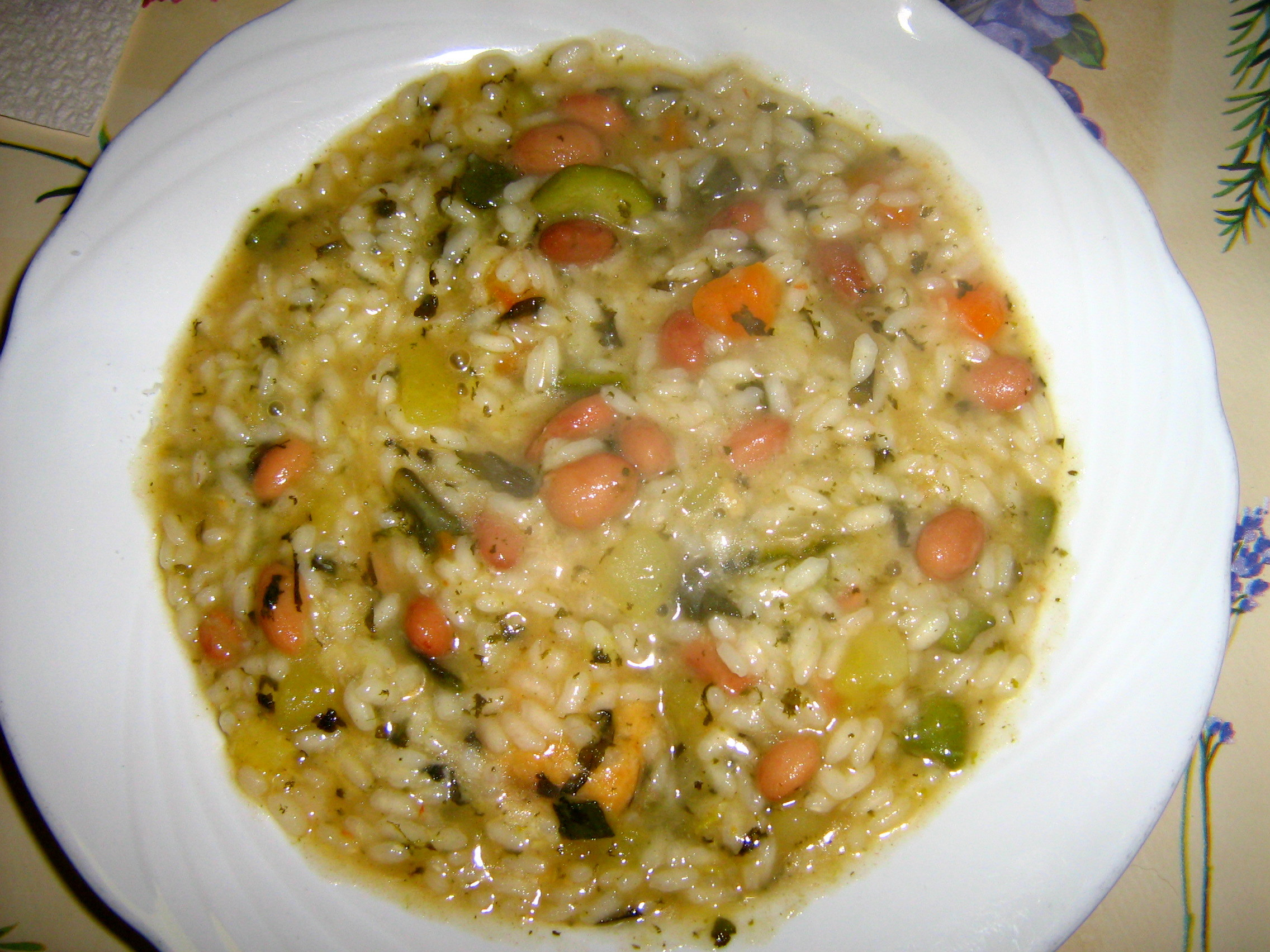
Minestrone alla milanese

Piatto di tradizione contadina, il minestrone alla milanese, che nei più antichi ricettari richiedeva una cottura di svariate ore sulla stufa a legna, è preparato con gli ingredienti un tempo più abbondanti coltivati nella pianura milanese. Tra le verdure necessarie al minestrone si possono citare: patate, sedano, fagioli, fagiolini, carote, verza, porro, zucchine e pomodori. Dopo una prima fase in cui si prepara il soffritto di cipolle, prezzemolo e alloro, rigorosamente col burro, si rosolano gli ingredienti per alcuni minuti per poi aggiungere acqua a coprire gli ingredienti. Dopo una cottura che può variare da una a più ore si aggiunge infine il riso fino a quando questo non è cotto. Il minestrone viene quindi servito su un piatto dove sono state precedentemente adagiate pancetta e cotenna di maiale e condito con abbondante grana. Il minestrone può essere abbinato ad un vino bianco secco come un Pinot bianco dei colli mantovani: il minestrone può anche essere servito il giorno dopo freddo accompagnato da un bianco vivace come un Pinot grigio dell'Oltrepò pavese.